# Air Afrique
Air Afrique (vollständiger Unternehmensname Société Aérienne Africaine Multinationale) war eine multinationale Fluggesellschaft von mehreren afrikanischen Staaten und Frankreich.

## Mitgliedsstaaten und Gesellschafter

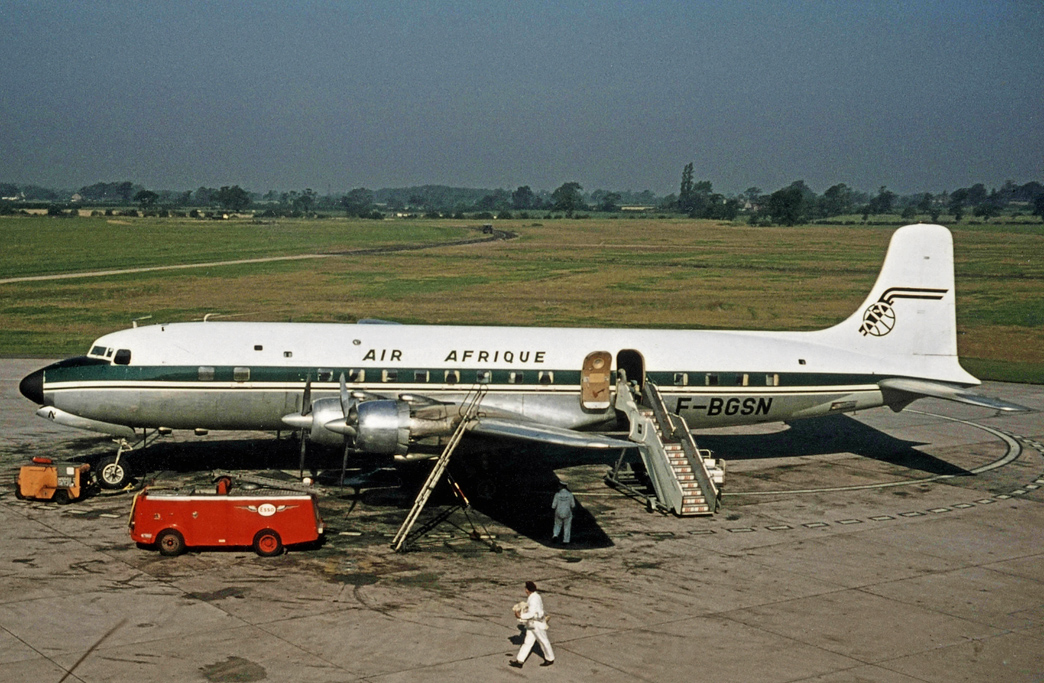
Die Douglas DC-6B F-BGSN der Air Afrique, 1963

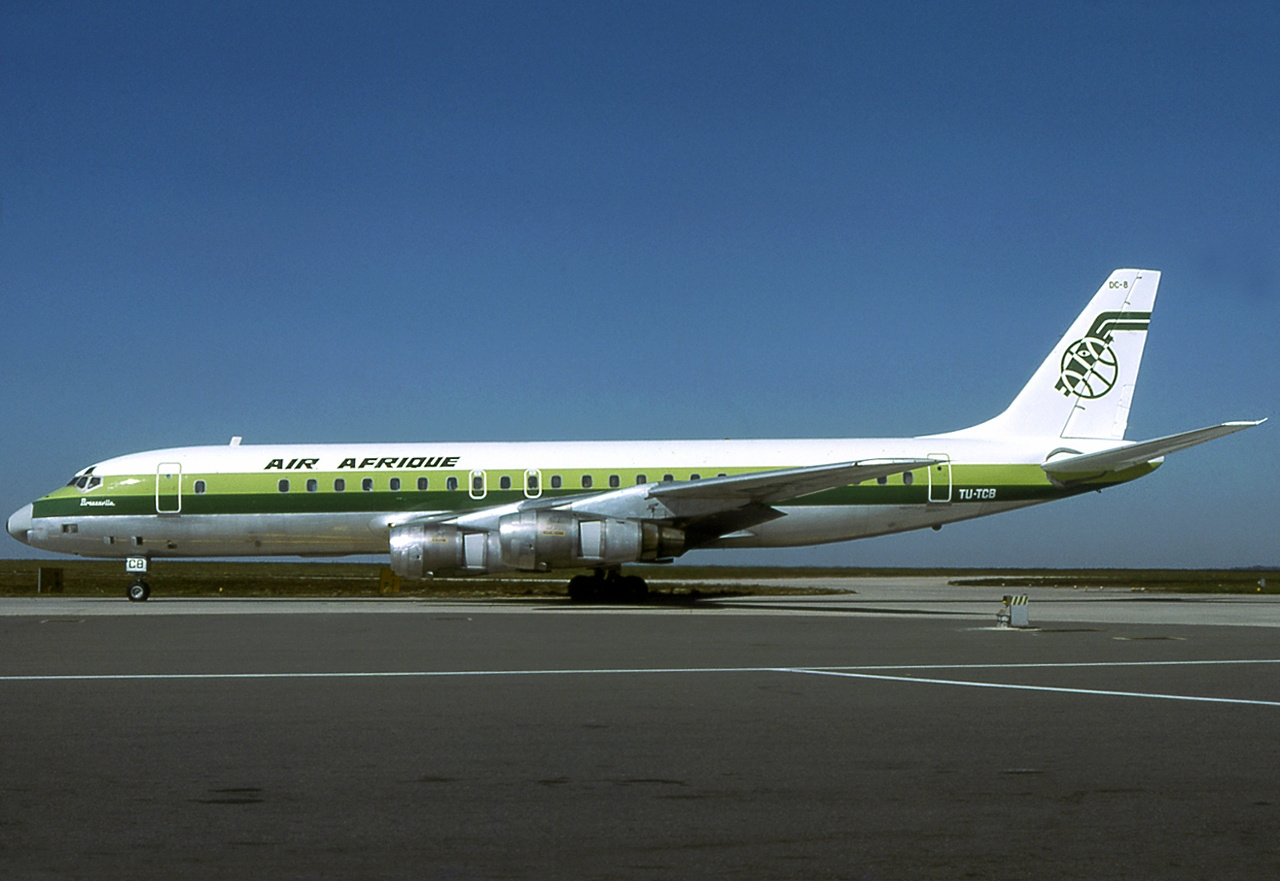
Die Douglas DC-8-53 TU-TCB der Air Afrique, 1979

Die Gründung erfolgte durch die Unterzeichnung des Vertrages von Yaoundé (Kamerun) am 28. März 1961. Die „Väter“ der Gesellschaft waren:
- Air France
- die französische Fluggesellschaft Union Aéromaritime de Transport (UAT)

und die zur Afro-Madegassischen Union gehörenden afrikanischen Staaten:
- Dahomey (heute Benin)
- Elfenbeinküste
- Gabun
- Kamerun
- Kongo - Brazzaville
- Mauretanien
- Niger
- Obervolta (heute Burkina Faso)
- Senegal
- Tschad
- Zentralafrikanische Republik

Im Jahr 1965 trat Togo und einige Jahre später auch Mali dem Gemeinschaftsunternehmen bei, während Kamerun im September 1971 und Gabun 1977 ausschieden, um eigene nationale Fluggesellschaften zu bilden. Jeder Mitgliedsstaat übernahm einen Anteil von sechs Prozent am Gründungskapital und die Verpflichtung, sich in dieser Höhe auch an Verlusten bzw. Investitionen zu beteiligen. Den restlichen Kapitalanteil trug die Société pour le Développement du Transport Aérien en Afrique (SODETRAF), eine Gesellschaft der französischen Fluggesellschaft Union de Transports Aériens (UTA). Nach einigen Änderungen in der Kapitalstruktur hielten Anfang der 1990er Jahre die 11 Mitgliedsstaaten jeweils 6,4 Prozent des Unternehmens, die übrigen 29,6 Prozent wurden durch ein Konsortium bestehend aus UTA, DHL, Französischer Entwicklungsbank (französisch Caisse Française de Développement CFD) und der Westafrikanischen Entwicklungsbank (französisch Banque Ouest Africaine de Développement BOAD) gehalten. Nach dem Ausscheiden Kameruns wurde 1971 der Sitz der regionalen Zweiggesellschaft für Äquatorialafrika von Douala nach Libreville verlegt.

## Entwicklung

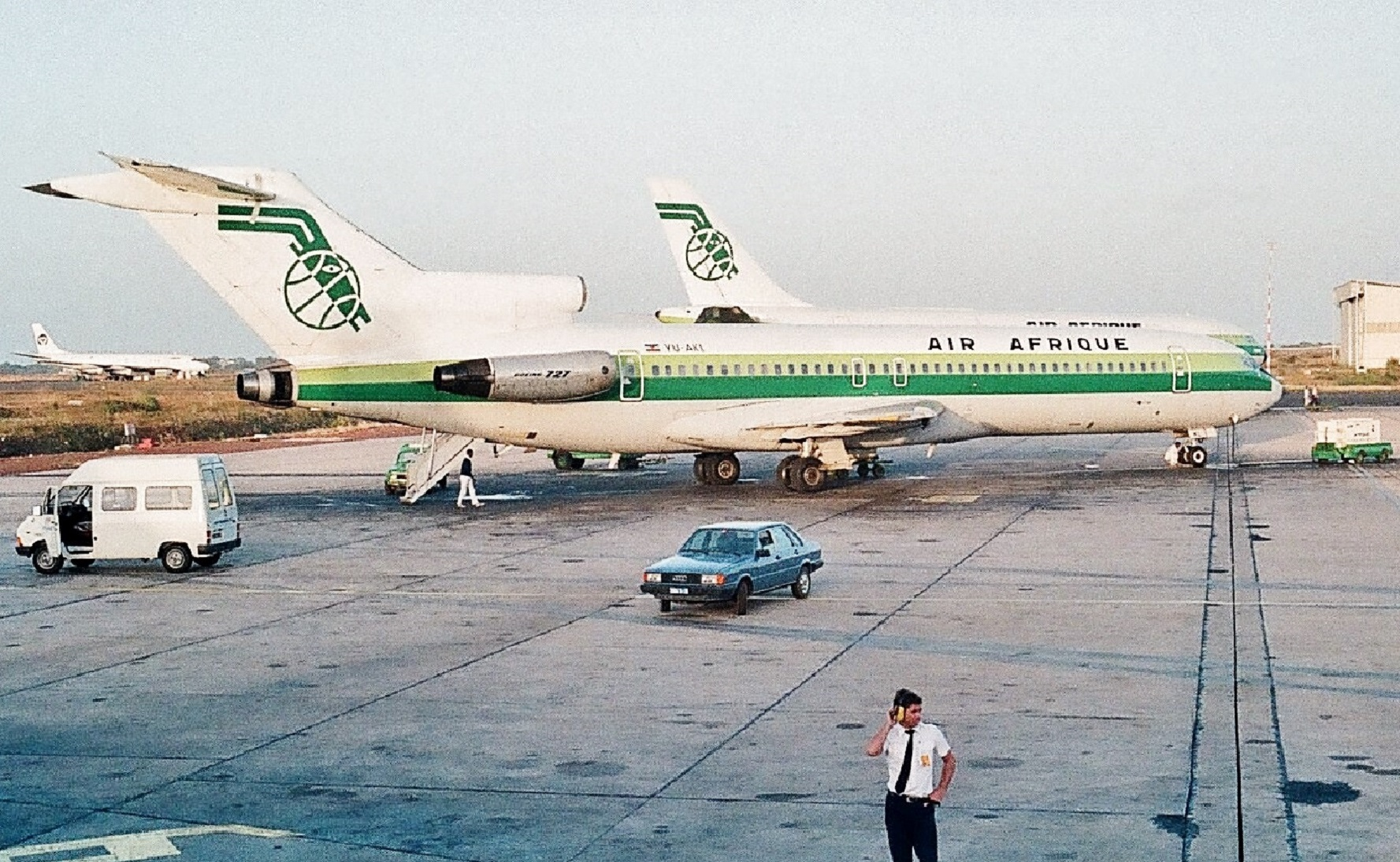
Boeing B727-200, gemietet von JAT, Dakar-Yoff 1984

Der Flugbetrieb wurde am 19. August 1961 aufgenommen. Sie beflog das ursprüngliche Streckennetz von Air France und UTA in Französisch-Afrika und operierte mit Flugzeugtypen wie Boeing 707 und DC-8, (seit 1965) auch mit der Caravelle und seit 1975 mit der DC-10, die bei diesen Gesellschaften gemietet waren.
Als größte Fluggesellschaft Subsahara-Afrikas beschäftigte Air Afrique zu jener Zeit etwa 5.600 Personen, unterhielt ein umfassendes afrikanisches Streckennetz und betrieb Dienste nach Paris und anderen großen europäischen Städten sowie nach New York und Dschidda.
Seit den 1980er Jahren wurden auch die Typen A300, A310 sowie Boeing 727, Boeing 737, 747 und 767 eingesetzt.

## Niedergang

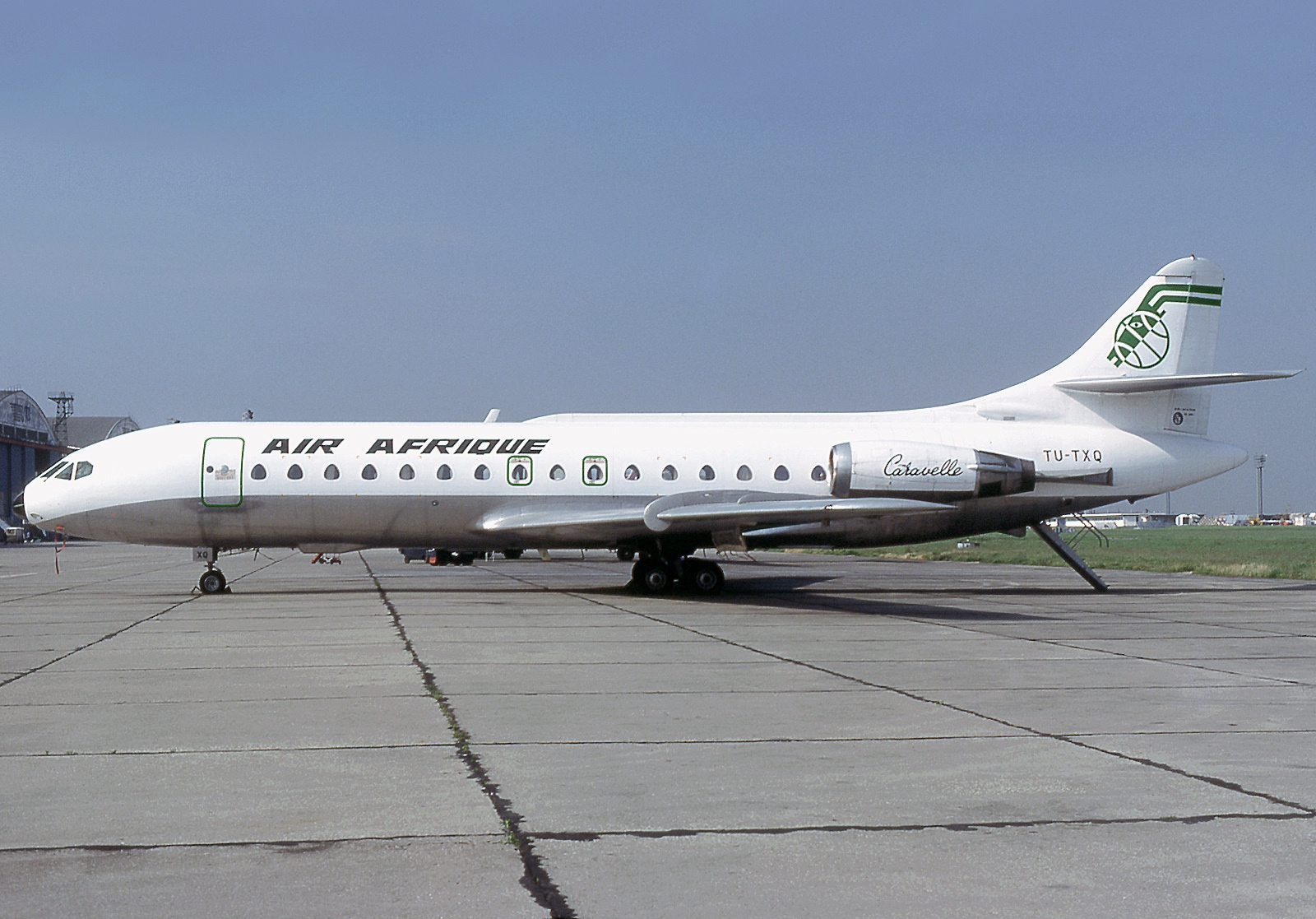
Sud SE-210 Caravelle 10B1R der Air Afrique, 1977

Ab 1993 arbeitete die Fluggesellschaft in hohem Maße unrentabel, bis 2002 häuften sich Verbindlichkeiten von 450 Millionen US$ an, hauptsächlich gegenüber Leasinggesellschaften und Kraftstofflieferanten. Im Jahr 1994 traten finanzielle Probleme aufgrund der Abwertung des CFA-Franc auf, welche die Kraftstoffpreise und die Zinszahlungen nach oben trieb. Unter dem aus Frankreich stammenden Krisenmanager Rolland Billecart wurden 1994–1997 weitere Verluste in Höhe von 14 Mrd. CFA-Francs angehäuft. Im Jahr 1997 verlor die Gesellschaft, bedingt durch den dort herrschenden Bürgerkrieg, mit dem Flughafen Maya-Maya in Brazzaville einen wichtigen Knotenpunkt. Im Jahr 1998 traten durch Währungsschwankungen abermals große finanzielle Probleme auf. Im Oktober 2001 wurde der Betrieb eingestellt. Da die verbliebenen Reste des Unternehmens keine Käufer fanden, erfolgte 2002 die Liquidation. Neben den hohen Kosten wird die Insolvenz der Fluggesellschaft auch auf den Betrieb durch die elf Teilhaberstaaten und die dadurch aufgeblähten Strukturen zurückgeführt; als weitere Ursache ist das hohe Ausmaß der häufig unvergüteten Nutzung durch die nationalen Regierungen und deren Familien zu nennen.

## Zwischenfälle
Von 1963 bis zur Betriebseinstellung 2001 kam es bei Air Afrique zu 7 Totalschäden von Flugzeugen. Bei einem davon kamen 55 Menschen ums Leben. Auszug:
- Am 3. Mai 1963 wurde eine Douglas DC-6B der Air Afrique (Luftfahrzeugkennzeichen F-BIAO) auf dem Weg vom Flughafen Douala (Kamerun) nach Lagos (Nigeria) 60 Kilometer nordnordwestlich von Douala in den Kamerunberg geflogen. Die Maschine befand sich noch im Steigflug, als sie in knapp 2000 Meter Höhe mit dem Vulkan kollidierte. Alle 55 Insassen wurden bei diesem CFIT, Controlled flight into terrain getötet.[2]

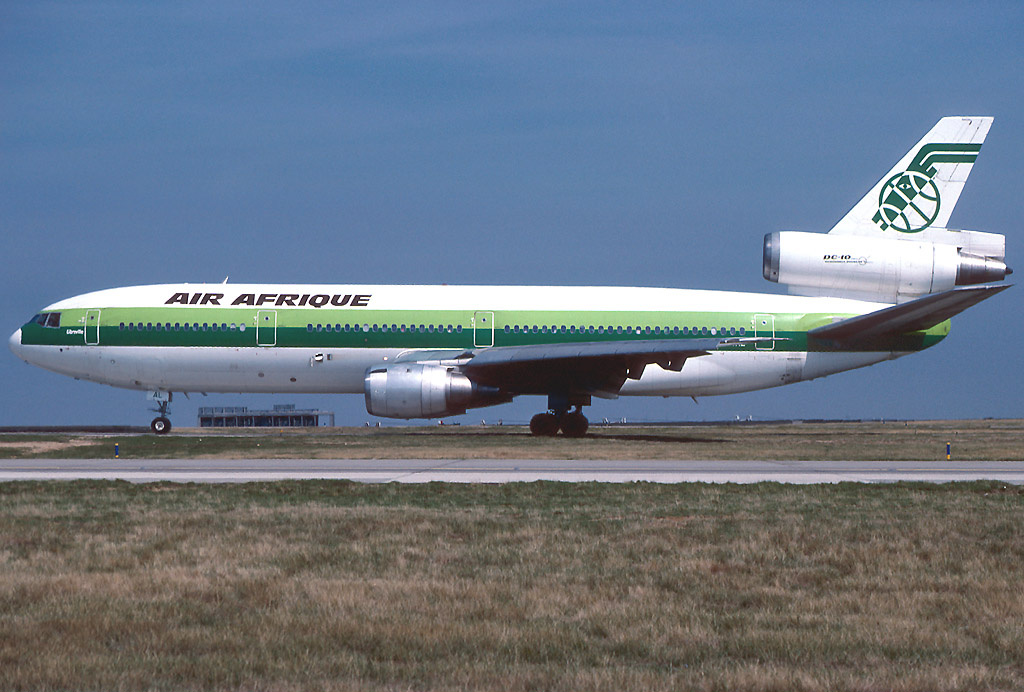
Die 1987 entführte DC-10-30 TU-TAL der Air Afrique, 1993

- Am 28. Februar 1971 flog eine Douglas DC-4/C-54A-DO der Air Afrique (TT-DAA) 4 Kilometer vor dem Flugplatz Fort Archambault (heute Flughafen Sarh) (Tschad) in den Boden. Als Ursachen wurden Übermüdung der Piloten sowie ein defekter Funkhöhenmesser ermittelt. Alle 3 Insassen auf dem Frachtflug, zwei Besatzungsmitglieder und ein Passagier, überlebten den Totalschaden.[3]

- Am 24. Juli 1987 wurde eine McDonnell Douglas DC-10-30 der Air Afrique (TU-TAL) auf dem Flug 56 auf dem Weg von Rom nach Paris entführt. Der Entführer verlangte die Freilassung westdeutscher Gefangener und nach Beirut geflogen zu werden, erlaubte der Besatzung aber in Genf aufzutanken. Im Anschluss erschoss der Entführer einen französischen Passagier und drohte weitere Passagiere zu erschießen. Nachdem die Besatzung verkündet hatte, dass sie das Flugzeug bereit zum Abflug nach Beirut machen würden, brachen Passagiere die Notausgänge auf und flohen. Die Schweizer Polizei stürmte das Flugzeug in der Folge. Die restlichen Insassen überlebten.[4]

## Besonderes
Am 6. Mai 1985 übernahm die Betreiberin des Flughafens Zürich, die damalige Zurich Airport Authority, eine DC-8 von Air Afrique. Sie diente bis im Sommer 2014 als Trainingsobjekt von Schutz und Rettung Zürich. Zuvor stand diese Maschine rund ein Jahr auf einem Abstellplatz und wurde wegen ausstehender Zahlungen von Kerosin und Flughafengebühren nicht mehr freigegeben. Die betreffende Maschine mit dem Luftfahrzeugkennzeichen TU-TCP wurde im Verlauf des Jahres 2014 komplett demontiert und verschrottet.